# Аль-Фотува
«Аль-Фотува» — сирийский футбольный клуб из города Дайр-эз-Заур. Основан в 1950 году. Выступает в чемпионате Сирии. Домашней ареной клуба является стадион «Аль-Балади», вмещающий 13 тысяч человек. Клубные цвета: белый и синий.

## История
Клуб был основан в 1950 году. Клуб дважды подряд становился чемпионом Сирии в сезонах 1989/90 и 1990/91. В следующий раз этот успех команде удалось повторить во время гражданской войны, спустя более двадцати лет, когда она выиграла титул в сезонах 2022/23 и 2023/24. На время боевых действий команд перебазировалась из Дайр-эз-Заур в Дамаск.
Также в истории клуба есть пять побед в Кубке Сирии и одна — в Суперкубке.
На международном уровне команда дебютировала в сезоне 1988/89 в Азиатском Кубке чемпионов. Также в 1989 году она сыграла на групповой стадии Арабского кубка обладателей кубков. Третье место в группе команда заняла в Кубке АФК в сезоне 2023/24 и в Лиге вызова АФК в сезоне 2024/25.
В разные годы за «Аль-Фотуву» выступали иностранные футболисты, среди которых, в частности, были Мусса Кулибали (Мали), Абденур Белькхейр (Алжир), Маркус Джозеф (Тринидад и Тобаго), Рами Аль-Хассан (Палестина)

## Достижения
Чемпионат Сирии по футболу:
- Первое место: 1989/90, 1990/91, 2022/23, 2023/24
- Второе место: 1974/75
- Третье место: 1985/86, 1987/88

Кубок Сирии по футболу:
- Первое место: 1987/88, 1988/89, 1989/90, 1990/91, 2023/24
- Второе место: 1979, 1980, 1981/82, 1982/83, 1984/85

Суперкубок Сирии по футболу:
- Первое место: 1991

## Международные выступления
| Сезон   | Турнир                            | Раунд            | Клуб                   | Дома | Гости | Место   |
| ------- | --------------------------------- | ---------------- | ---------------------- | ---- | ----- | ------- |
| 1988/89 | Лига чемпионов АФК                | Квалификационный | Аль Рашид              | 0-3  | 0-3   | 3 место |
| 1988/89 | Лига чемпионов АФК                | Квалификационный | Аль-Садд               | 1-4  | 1-4   | 3 место |
| 1988/89 | Лига чемпионов АФК                | Квалификационный | Аль-Ансар (Бейрут)     | 1-0  | 1-0   | 3 место |
| 1989    | Арабский кубок обладателей кубков | Групповой этап   | Аль-Иттихад (Джидда)   | 0-5  | 0-5   | 4 место |
| 1989    | Арабский кубок обладателей кубков | Групповой этап   | Стад Тюнизьен          | 0-4  | 0-4   | 4 место |
| 1989    | Арабский кубок обладателей кубков | Групповой этап   | Аль Рашид              | 0-7  | 0-7   | 4 место |
| 2023/24 | Кубок АФК                         | Групповой этап   | Джабаль Аль-Мукабер    | -    | 0-1   | 3 место |
| 2023/24 | Кубок АФК                         | Групповой этап   | Аль-Ахед               | 1-0  | 1-2   | 3 место |
| 2023/24 | Кубок АФК                         | Групповой этап   | Ан-Нахда (Эль-Бурайми) | 0-1  | 1-2   | 3 место |
| 2024/25 | Кубок президента АФК              | Групповой этап   | Аль-Сиб                | 0-5  | 0-5   | 3 место |
| 2024/25 | Кубок президента АФК              | Групповой этап   | Хиляль Аль-Кудс        | 0-0  | 0-0   | 3 место |
| 2024/25 | Кубок президента АФК              | Групповой этап   | Аль-Ахли (Манама)      | 1-1  | 1-1   | 3 место |